# Unterwassermotorpumpe
Eine Unterwassermotorpumpe, manchmal abgekürzt als Unterwasserpumpe oder U-Pumpe, ist eine Tauchpumpe, die in die Flüssigkeit abgesenkt und so komplett von dieser umschlossen wird. Sie wird nach dem typischen Einsatzzweck teilweise auch als Tiefbrunnenpumpe oder Brunnenpumpe bezeichnet. Moderne Brunnenpumpen haben oft eine schlanke und langgestreckte Bauform, um am Steigrohr in gebohrte Brunnen mit geringem Durchmesser abgesenkt werden zu können.

## Historie
Unterwassermotorpumpen heutiger Bauform sind durch die Entwicklung der wassergefüllten Unterwassermotoren entstanden und gehören somit wie Heizungs-Umwälzpumpen zu den Nassläufern.
Der wassergefüllte Unterwassermotor wurde im Jahr 1928 durch Friedrich Wilhelm Pleuger entwickelt und mit den Pleuger Unterwasserpumpen dann erstmals beim Bau der Berliner U-Bahn zur Grundwasserabsenkung eingesetzt. Im weiteren Verlauf wurden durch das Unternehmen Pleuger (heute Pleuger Industries) viele weitere Entwicklungen vorangetrieben. Aus diesem Grunde spricht man auch heute noch häufig von „Pleuger-Pumpen“ wenn Unterwassermotorpumpen gemeint sind.
Nach dem Zweiten Weltkrieg sind viele weitere Hersteller in den Markt eingetreten. In den 1970er Jahren wurde durch das Unternehmen Pleuger der weltgrößte Unterwassermotor (50 Zoll Durchmesser) gebaut.

## Einsatzgebiete
Unterwasserpumpen eignen sich für die:
- Trinkwasserversorgung in Städten und Gemeinden
- Wasserversorgung in Molkereien, Brauereien und Mineralwasserabfüller
- Hauswasserversorgung
- Grundwasserwärmepumpenanlagen
- Beregnungsanlagen in Gartenbau, Land- und Forstwirtschaft
- Springbrunnenanlagen, auch für horizontalen Einbau
- Druckerhöhungsanlagen mit Pumpe im Druckmantel
- Wasserhaltung in Tief- und Bergbau
- Wasserversorgung von industriellen Kühlkreisläufen.

## Bauweise
Brunnenpumpen haben, je nach Leistungscharakteristik, unterschiedliche Durchmesser, welche die Hersteller meist in Zoll angeben (zum Beispiel 4″ Brunnenpumpe). Den genauen Durchmesser in mm ist den technischen Unterlagen der jeweiligen Pumpentype zu entnehmen.
Unterwassermotorpumpen sind so konzipiert, dass sie in enge Bohrlöcher eingesetzt werden können. Der Durchmesser der Unterwassermotorpumpen reicht von 3″ (DN80 Filterrohre) bis zu 10″ Unterwassermotorpumpen. Eine weitere Besonderheit sind die Elektromotoren, die speziell für diesen Einsatz konzipiert worden sind. Die Motoren haben, im Gegensatz zu handelsüblichen Normmotoren, eine schlanke Bauform und werden nicht durch Luft, sondern durch das umgebende Grundwasser gekühlt. Auch sind diese Motoren Innen mit Wasser gefüllt und die Motorwicklung ist wasserfest ausgeführt. Durch eine Membran ist der Motor druckausgeglichen. So kann ein Unterwassermotor auch in sehr großen Wassertiefen bei entsprechend hohen Außendrücken eingesetzt werden.
Unterwassermotorpumpen gibt es in unterschiedlichsten Leistungscharakteristiken. So gibt es Pumpen mit Volumenströmen von unter einem Kubikmeter pro Stunde bis zu mehreren tausend Kubikmetern pro Stunde. Die Förderhöhen reichen von wenigen Metern bis zu Förderhöhen von 700 bis 800 Meter.
Unterwassermotorpumpen sind aus Grauguss, dünnwandigem Edelstahlblech (zum Beispiel 1.4301, 1.4401, 1.4539), dickwandigem Edelstahlguss oder dickwandigem Bronzeguss gefertigt. Je nach Qualität des Fördermediums wird die richtige Materialqualität ausgewählt. Unterwassermotoren sind in Leistungen von 0,25 kW bis zu 5.000 kW für Nennspannungen von 220 V bis 10.000 V verfügbar.
Eine Unterwassermotorpumpe besteht aus mehreren Bauteilen, dem untenliegenden Unterwassermotor, der darauf montierten Pumpenhydraulik, dem Rückschlagventil sowie einem wasserfesten Stromversorgungskabel. Elektromotor und Hydraulikteil sind mit einem Flansch und einer Wellenkupplung miteinander verbunden. Der Elektromotor treibt über die Wellenkupplung die Welle des Hydraulikteils an, auf dem die Laufräder angebracht sind.
Zwischen Elektromotor und Hydraulikteil befindet sich auch der Zulauf der Pumpe, der mit einem Einlaufsieb versehen ist. Das Einlaufsieb schützt die Pumpe vor groben Bestandteilen, die während des Betriebs in die Pumpe eindringen könnten (zum Beispiel Steine). Über dem Einlaufsieb strömt das Wasser in die Pumpe ein, und die Laufräder des Hydraulikteils erhöhen den Druck des Wassers. Je mehr Laufräder die Pumpe hat, umso höher ist der Druck mit dem das Wasser die Pumpe verlässt.
Am Kopf der Pumpe befindet sich der Druckabgang, welcher bei 3″ und 4″ Pumpen meist mit einem Gewinde versehen ist. Bei größeren Pumpen ist meistens ein Flansch angebracht. Unter dem Gewindeabgang ist bei den meisten Pumpen ein Rückschlagventil angebaut oder integriert, damit während des Stillstands der Pumpe kein Wasser zurück in den Brunnen fließen kann. Beim Wiedereinschalten der Pumpe würde es durch die erhebliche Masse des fließenden Wassers zu einem Druckschlag im Rohrleitungssystem kommen.

## Installation
Damit die Pumpe problemlos in einem Brunnen installiert werden kann, sollte der Durchmesser des Brunnenrohres einige Millimeter größer als die der Pumpe sein. Im ungünstigen Fall kann sich die Pumpe im Brunnenrohr durch Ablagerungen oder eine stellenweise Deformation des Rohres durch Wurzeldruck verklemmen oder das Stromkabel setzt sich zwischen Pumpe und Brunnenrohr, was ein späteres Ziehen der Pumpe erschwert.
Als Faustregel kann zum Beispiel Folgendes angenommen werden (Herstellerangaben sind zu beachten):
- DN 80 Filterrohr: 3″ Brunnenpumpe
- DN 100 Filterrohr: 3″ Brunnenpumpe
- DN 115 Filterrohr: 4″ Brunnenpumpe

Vor dem Einbau der Pumpe empfiehlt es sich, das Brunnenrohr mit einem Kaliber auf freien Durchgang zu prüfen.
Wichtig ist die Befestigung an einem ausreichend dimensionierten (Zugkraft bei ev. Verklemmungen) und in seiner Gesamtheit (also auch Seilklemmen, Schrauben, Schäkel usw.) hoch korrosionsfesten Seil oder einer entsprechenden Kette. Selbstverständlich muss auch die Sicherung des Haltemittels im Bereich des Brunnenkopfes genau durchdacht werden.
Die Pumpe sollte niemals direkt im Filterrohrbereich positioniert werden, da es durch die partielle Anströmung in einem kleinen Filterrohrbereich zu Turbulenzen des Grundwassers kommt, was zu Ausfällungen von Wasserinhaltsstoffen (Eisen, Mangan, Kalk) führen kann.
Die Pumpe sollte rund einen Meter über dem Filterrohrbereich installiert werden, damit der Filterrohrbereich gleichmäßig über die gesamte Länge belastet wird. In dieser Einbaulage ist ebenfalls gewährleistet, dass das Grundwasser am Motor, welcher den unterhalb der Pumpenhydraulik befindet, vorbeiströmt und diesen kühlt. Muss die Pumpe unterhalb des Filterrohrbereichs installiert werden, muss ein Saugmantel an der Pumpe angebracht werden, der für eine Zwangsumströmung des Unterwassermotors sorgt.
Es ist ratsam, die Pumpe durch Niveausonden vor Trockenlauf zu schützen. Unterwassermotorpumpen benötigen im Betrieb eine Mindestüberdeckung mit Wasser. Die Auswerteeinheit schaltet die Pumpe ab, sobald die Sonden nicht mehr in das Grundwasser eintauchen. In manchen Unterwassermotorpumpen ist bereits ein Trockenlaufschutz in der Pumpe selbst integriert, so dass eine externe Überwachung entfällt.

## Auslegung
Für die Auslegung der Pumpe ist das jeweilige Kennliniendiagramm ausschlaggebend. Die Pumpe soll im Normalzustand im
optimalen Punkt der Kennlinie betrieben werden. Weitere Anforderungen ergeben sich aus der erwarteten Haltbarkeit und
den Belastungsparametern (Schmutz, Temperatur, verringerte Umströmung des Motorbereichs).